# Céline Fremault
Pour les articles homonymes, voir Céline et Fremault.
 (juin 2025).
Céline Fremault, née le 26 décembre 1973 à Ixelles, est une femme politique belge bruxelloise, membre du parti social-chrétien. Elle est licenciée et agrégée en droit.
Elle est ministre bruxelloise de 2013 à 2019.

## Carrière politique
Élue au Parlement bruxellois en 2004, elle s'intéresse particulièrement à la question de l'égalité femmes-hommes. Elle travaille également sur les thématiques du logement, des finances et des affaires sociales.
Conseillère communale à Uccle depuis 2006, Céline Fremault prête serment le 3 décembre 2012 en tant qu'Échevine des Familles, des Crèches, de la Santé et de l'Égalité des chances. Elle occupe cette fonction jusqu’au 8 mars 2013, date à laquelle  elle prête serment en tant que ministre au sein du gouvernement de la Région de Bruxelles-Capitale en remplacement de Benoît Cerexhe, devenu Bourgmestre de Woluwe-Saint-Pierre. Céline Fremault est alors chargée de l'Économie, de l'Emploi, de la Recherche scientifique et du Commerce extérieur, membre du Collège de la Commission communautaire française (COCOF), chargée de la Fonction publique, de la Politique de la Santé et de la Formation professionnelle des Classes moyennes et membre du Collège réuni de la Commission communautaire commune (COCOM), chargée de la Politique de la Santé et de la Fonction publique.
Le 20 juillet 2014, après les élections régionales du 25 mai 2014, elle devient Ministre régionale bruxelloise du Logement, de l’Environnement, de l’Énergie, des Familles, de l’Aide aux personnes et des personnes handicapées au sein du Gouvernement Vervoort II.  
Elle devient Vice-Présidente nationale du cdH le 26 janvier 2019.
Tête de liste du cdH aux élections régionales de 2019, en Région bruxelloise, elle est réélue avec 7 707 voix. Son parti choisit l'opposition, elle devient alors cheffe de groupe au sein du Parlement régional.
Céline Fremault est présidente de l’Institut Royal pour Sourds et Aveugles (I.R.S.A) à Uccle depuis janvier 2020. Elle est secrétaire générale de la United in learning - University Fund Saint-Louis Brussels depuis 2024. 
Elle siège également au sein des Conseils d'administration de la Fondation Roi Baudouin, de la Fondation Pierre Kompany et du Théâtre de Poche.  

## Fonctions politiques
- 20 juillet 2014 - 18 juillet 2019 : Ministre régional bruxelloise de l'Environnement, de l'Énergie et du Logement de la Région de Bruxelles-Capitale
- 8 mars 2013 - 20 juillet 2014 : Ministre de l'Économie, de l'Emploi, de la Recherche scientifique, du Commerce extérieur, du Commerce, de la Santé, de la Formation des Classes Moyennes et de la Fonction publique de la Région de Bruxelles-Capitale
- 3 décembre 2012 - 8 mars 2013 : Échevine des Familles, des Crèches, de la Santé et de l'Égalité des chances à Uccle
- Présidente des Femmes cdH (2004-2015)
- Depuis le 19 juillet 2004 : Membre du Parlement de la Région de Bruxelles-Capitale

## Publications
- Paroles de mères-veilleuses, Bruxelles, Belgique, Renaissance du Livre, 2023
- Dis, c’est quoi la politique ?, Bruxelles, Belgique, Avant-propos, 2014
- Égaux ? Pièges et réussites de l’égalité hommes-femmes, Liège, Belgique, Luc Pire, 2011[2]